# جایزه بزرگ مجارستان ۲۰۲۴
جایزه بزرگ مجارستان ۲۰۲۴ که رسماً با عنوان (جایزه بزرگ مجارستان فرمول ۱ ۲۰۲۴ شناخته می‌شود) یک مسابقه اتومبیلرانی فرمول یک بود که در ۲۱ ژوئیه ۲۰۲۴ در ورزشگاه هونگارورینگ در مودیورود، مجارستان برگزار شد. این سیزدهمین مسابقه از مسابقات فرمول یک فصل ۲۰۲۴ بود.
ردیف جلو توسط راننده های مک‌لارن‌ لاندو نوریس و اسکار پیاستری قفل شده بود که اولین بار از زمان جایزه بزرگ برزیل ۲۰۱۲ بود. اسکار پیاستری در مسابقه به پیروزی رسید که اولین پیروزی او در فرمول یک بود.  هم تیمی او لاندو نوریس نیز در رده دوم قرار گرفت که اولین ۱–۲ مک لارن از زمان جایزه بزرگ ایتالیا ۲۰۲۱ بود.  لوئیس همیلتون راننده مرسدس نیز جایگاه سوم را کسب کرد و اولین راننده ای شد که به ۲۰۰ سکوی حرفه ای در فرمول یک می‌رسد.